# Ramón Tejela
Jorge Ramón Fernández Tejela, (Falces, Navarra, 24 de mayo de 1953 - Madrid, 25 de octubre de 2013) fue un actor de teatro, cine, televisión y doblaje, además de productor, autor y director de teatro.

## Teatro
Con 4 días de vida, en brazos de su madre, aparece en escena por primera vez en la obra de los Hermanos Álvarez Quintero, Cancionera. Con 3 años interviene en La pasión de Jesucristo. A la edad de 4 años interpreta a uno de los enanitos en Blancanieves y los siete enanitos. Con 5 años interpreta al protagonista de Marcelino pan y vino. 
Cuando tenía 11 años debuta en el Teatro Español de Madrid, junto a José María Rodero, Mary Carrillo, Terele Pávez, etcétera, en la obra Quién quiere una copla, del arcipreste de Hita, dirigida por Adolfo Marsillach. 
Al año siguiente, en el Teatro María Guerrero de Madrid, estrena la segunda obra de Antonio Gala, El sol en el hormiguero, con Julia Gutiérrez Caba, Narciso Ibáñez Menta, etcétera, dirigidos por José Luis Alonso. 
En el Teatro Eslava de Madrid, estrena en la compañía de Paco Martínez Soria la obra Bonaparte quiere vivir tranquilo. En el Teatro Goya de Madrid interpreta al joven Oswald, presunto asesino de John F. Kennedy, junto a María Asquerino y Adolfo Marsillach como actor y director en la obra, La piedad de Noviembre. 
En la compañía de Pablo Sanz interviene en las obras Locura de amor y Anacleto se divorcia en gira por España durante un año. Junto a Mary Martin y Charo López estrena El sol no saldrá mañana en el Teatro Alfil de Madrid. Dirigido por Antonio Díaz Merat interpreta Usted puede ser un asesino de Alfonso Paso.
Recibe el premio de interpretación del diario El Pueblo por su personaje en El Relevo de Gabriel Celaya. 
Estrena la segunda obra de Ana Diosdado El okapi en el Teatro Lara de Madrid bajo la dirección de Enrique Diosdado. Con la compañía de Enrique Diosdado y Amelia de la Torre realiza una gira por España de un año con las obras El Triunfador y El Okapi.
Caracterizado de anciano, con 19 años interpreta El oso de Anton Chéjov y Solico en el mundo de los Hermanos Álvarez Quintero, dirigidas por Antonio Díaz Merat. Dirigido por Alfonso Paso protagoniza La dama de Larkspur Lotion de Tennessee Williams. El señor que tenía ganas, obra escrita, dirigida en interpretada por Alfonso Paso, con Joe Rigoli y Mabel Escaño, constituye su primera incursión como productor en Madrid y, posteriormente, sustituye a Joe Rigoli como actor. Produce para Mabel Escaño Una señora con ganas de juerga, escrita y dirigida por Alfonso Paso. Produce e interpreta, junto a Paloma Paso Jardiel, El sexo débil. Qué hombre tan simpático de Carlos Arniches y El retablo del Jovial de Alejandro Casona, ambas dirigidas por Antonio Díaz Merat. Lo que gusta a las mujeres, vodevil producido, dirigido e interpretado por él. Las mujeres primero, de Juan José Alonso Millán, producida e interpretada por Ramón Tejela. Forma su propia compañía teatral junto a Paloma Paso Jardiel con la obra escrita y dirigida por Alfonso Paso, Sobresaliente en Libertad, estrenada en el Teatro Jacinto Benavente de Madrid, con Chema Fernán. Produce Golpes de humor, con sketches de Juan José Alonso Millán, Alfonso Paso y José Luis Coll, interviniendo también como actor y autor, con Rosa Valenti y dirigidos por José Francisco Tamarit. Produce en el Teatro Valle- Inclán de Madrid Cómo está el servicio, de Alfonso Paso. 
Bajo la dirección de Antonio Díaz Merat produce y protagoniza Las que tienen que alternar, de Alfonso Paso.

## Obras

### Cine
- Grandes Amigos, dirigida por Luis Lucia.
- Operación plus-ultra, dirigida por Pedro Lazaga, con Alberto Closas, José Luis López Vázquez, etcétera.
- Compañeros, dirigida por Sergio Corbucci, con Franco Nero, Jack Palance, Fernando Rey, etc.
- Las Ibéricas, F.C., dirigida por Pedro Masó, con Tip y Coll, Lola Flores, etc.
- Hay que educar a papá, dirigida por Pedro Lazaga, con Paco Martínez Soria.
- Una gota de sangre para morir amando, dirigida por Eloy de la Iglesia, con Christopher Mitchum, Sue Lyon, Antonio del Real y Jean Sorel.
- Los pistoleros, con Vittorio Gassman.
- Chicas al salón, con Fedra Lorente y Luis Varela.
- Un dólar para Sartana, dirigida por Leon Klimowsky, con Espartaco Santoni.
- El marino de los puños de oro, dirigida por Rafael Gil, con Pedro Carrasco.

### Televisión
- Historia de Villacañitas, realizada por Miguel Ángel Román, e interpretada por José Carabias y Manolo Tejada.
- La casa de Samuel Hego, realizada por Federico Ruiz.
- El muletilla, premio de interpretación en la antigua Yugoslavia, dirigida por Miguel Ángel Román, su personaje fue asesorado por los hermanos Peralta.
- Carlo Monte en Monte Carlo, de Jardiel Poncela, realizada por Castelló.
- Tres sombreros de copa, realizada por Federico Ruiz e interpretado por Manolo Gómez Bur.
- Colaboró como actor en un show de Eloy Arenas
- VIP Noche, realizado por Daniel Écija, con Emilio Aragón y Belén Rueda.
- Entrevistas Imposibles, con Tony Isbert y José S. Isbert

Forma pareja de humor con Paco de Óscar. Años después, forma otra pareja de humor con Manolo Codeso, interviniendo en el especial de Año Nuevo de TVE1.

### Productor
A la vez, como productor de Café Teatro en Madrid, mantiene las salas: J.J., King, Julia, Saratoga, Pasapoga, Talismán, Cabeza 33, La Trompeta, Minixairo. Y como productor de Teatro en Madrid, en el Valle-Inclán y Jacinto Benavente. 

### Café Teatro
- Ese caballero es mi esposa, de Alfonso Paso.
- Desnudas hasta en la sopa, de Ramón Tejela.
- ¿Qué pasa en la alcoba?, de Alfonso Paso.
- Pelota viva, de Alfonso Paso.
- Pelota viva 2, adaptación de Ramón Tejela.
- Vamos por el 69, de Juan José Alonso Millán, Alfonso Paso y José Luis Coll.
- Más de 15 obras como autor, 20 compañías en gira por toda España. Premio Fernández Ladreda por producir el mayor número de obras de Café Teatro en España.